# Leonardo I Tocco
Leonardo I Tocco, död 1377, var en frankisk monark. Han var greve av Cephalonia och Zakynthos 1357–1377.